# Bang Bang (Jessie-J-Lied)
Bang Bang ist ein Lied der britischen Sängerin Jessie J, der US-amerikanischen Sängerin Ariana Grande und der US-amerikanischen Rapperin Nicki Minaj. Er wurde am 29. Juli 2014 als Lead-Single von Jessie Js zweitem Studioalbums Sweet Talker veröffentlicht und ist ebenfalls auf der Deluxe-Edition von Grandes Album My Everything enthalten. Der Song wurde von Max Martin und Rickard Göransson geschrieben und produziert.
Bang Bang erreichte Platz 1 in den britischen Singlecharts und die Top-5 der Billboard Hot 100. In Deutschland erreichte der Song die Top-20. Von der Recording Industry Association of America wurde der Song mit 5-fach-Platin ausgezeichnet. Bei den Grammy Awards 2015 war der Song in der Kategorie Best Pop Duo or Group Performance nominiert.

## Hintergrund
Produzent Max Martin arbeitete bereits zuvor mit allen drei Künstlerinnen zusammen und produzierte unter anderem Domino von Jessie J, Problem und Break Free von Ariana Grande, sowie Va Va Voom von Nicki Minaj. Jessie J spielte eine Demo von Bang Bang und entschloss sich, diesen Song aufzunehmen. Martin informierte sie, dass Grande ebenfalls eine Strophe des Liedes aufnehmen möchte. Als Minaj den Song hörte, entschloss sie sich ebenfalls einen Part für diesen aufzunehmen. Jessie J sagte dazu in einem Interview „It was like a real females, come together, empowering, supportive [vibe], and then Nicki jumping on it was like the icing on the cake.“
Während der MTV Video Music Awards 2014 traten Jessie J, Ariana Grande und Nicki Minaj mit diesem Song während der Hauptshow auf. Bang Bang erschien in Deutschland am 26. September 2014 als Single-CD.

## Musikalisches
Bang Bang ist ein Pop und R&B Song, mit Soul und in Minajs Part, mit Rap Einflüssen. Der Song ist in c-Moll geschrieben, der Stimmumfang reicht von B♭3 bis G5. Der im Viervierteltakt komponierte Song hat ein Tempo von 150 Schlägen pro Minute.

## Single
- CD
  1. Bang Bang – 3:19
  2. Bang Bang (Jessie J solo Version) – 3:11

- Download
  1. Bang Bang – 3:19

- Download - Remix EP[4]
  1. Bang Bang (Dada Life Remix) – 3:34
  2. Bang Bang (Kat Krazy Remix) – 3:57
  3. Bang Bang (3LAU Remix) – 3:06
  4. Bang Bang (Mad Decent|Imanos and Gramercy Remix) – 3:44
  5. Bang Bang (Super Stylers Remix) – 3:33

## Rezensionen
Bang Bang wurde überwiegend positiv bewertet. Caroly Menyes von Music Times nannte den Song „(einen) Sommerhit 2014“ und denkt, dass „(der) Song geradewegs die Spitze der Charts erreicht“. Lewis Corner von Digital Spy gab dem Song 5½ von 6 möglichen Sternen und nannte ihn „eine der elektrisierendsten Pop-Hymnen dieses Jahres“. Die Entertainment Weekly sah in Bang Bang einen „Dreikampf“ zwischen den Interpretinnen „um zu sehen, wer am härtesten ist“. Zach Frydenlund von Complex lobte Jessie Js und Ariana Grandes Gesang, konzentrierte sich jedoch mehr auf Nicki Minajs „prägnante Strophe“ und schrieb „es ist Nicki die mit ihrer Strophe wirklich die Show stiehlt“.

## Kommerzieller Erfolg

### Chartplatzierungen
Bang Bang stieg auf Platz 6 in die Billboard Hot 100 ein und erreichte als Höchstposition Platz 3. Der Song ist somit Jessie Js zweite, Ariana Grandes vierte und Nicki Minajs zehnte Top-10 Single in den Vereinigten Staaten. In den britischen Singlecharts stieg der Song auf Platz 1 ein, wodurch Bang Bang Jessie Js dritter, Grandes zweiter und Minaj erster Nummer-eins-Hit in Großbritannien ist. In der zweiten Woche fiel der Song auf Platz 2. In Deutschland und Österreich konnte der Song sich unter die Top-20 platzieren, während er in der Schweiz unter die Top-25 gelangte. Weiterhin erreichte Bang Bang die Top-10 in Australien, Dänemark, Kanada, Neuseeland und in den Niederlanden.
| ChartsChartplatzierungen       | Höchstplatzierung | Wochen |
| ------------------------------ | ----------------- | ------ |
| Deutschland (GfK)              | 13 (37 Wo.)       | 37     |
| Österreich (Ö3)                | 12 (30 Wo.)       | 30     |
| Schweiz (IFPI)                 | 21 (40 Wo.)       | 40     |
| Vereinigte Staaten (Billboard) | 3 (31 Wo.)        | 31     |
| Vereinigtes Königreich (OCC)   | 1 (46 Wo.)        | 46     |

| ChartsJahrescharts (2014)      | Platzierung |
| ------------------------------ | ----------- |
| Deutschland (GfK)              | 80          |
| Vereinigte Staaten (Billboard) | 27          |
| Vereinigtes Königreich (OCC)   | 25          |

| ChartsJahrescharts (2015)      | Platzierung |
| ------------------------------ | ----------- |
| Vereinigte Staaten (Billboard) | 80          |
| Vereinigtes Königreich (OCC)   | 91          |

### Auszeichnungen für Musikverkäufe
Bang Bang wurde weltweit bisher mit 2× Gold, 34× Platin und 4× Diamant ausgezeichnet. Damit wurde die Single mehr als 15,2 Millionen Mal weltweit verkauft.
| Land/Region                  | Auszeichnungen für Musikverkäufe (Land/Region, Auszeichnung, Verkäufe) | Verkäufe   |
| ---------------------------- | ---------------------------------------------------------------------- | ---------- |
| Australien (ARIA)            | 5× Platin                                                              | 280.000    |
| Brasilien (PMB)              | 3× Diamant                                                             | 750.000    |
| Dänemark (IFPI)              | 2× Platin                                                              | 180.000    |
| Deutschland (BVMI)           | Platin                                                                 | 400.000    |
| Italien (FIMI)               | 2× Platin                                                              | 100.000    |
| Japan (RIAJ)                 | Gold                                                                   | 100.000    |
| Kanada (MC)                  | 6× Platin                                                              | 480.000    |
| Neuseeland (RMNZ)            | 4× Platin                                                              | 120.000    |
| Norwegen (IFPI)              | 4× Platin                                                              | 240.000    |
| Polen (ZPAV)                 | 4× Platin                                                              | 200.000    |
| Portugal (AFP)               | Platin                                                                 | 10.000     |
| Schweden (IFPI)              | 4× Platin                                                              | 320.000    |
| Spanien (Promusicae)         | 2× Platin                                                              | 120.000    |
| Ungarn (MAHASZ)              | Gold                                                                   | 2.000      |
| Vereinigte Staaten (RIAA)    | Diamant                                                                | 10.000.000 |
| Vereinigtes Königreich (BPI) | 3× Platin                                                              | 2.100.000  |
| Insgesamt                    | 2× Gold · 38× Platin · 4× Diamant ·                                    | 15.472.000 |

| Land/Region          | Auszeichnungen für Musikverkäufe (Land/Region, Auszeichnung, Verkäufe) | Verkäufe   |
| -------------------- | ---------------------------------------------------------------------- | ---------- |
| Dänemark (IFPI)      | Platin                                                                 | 2.600.000  |
| Japan (RIAJ)         | Gold                                                                   | 50.000.000 |
| Spanien (Promusicae) | Gold                                                                   | 4.000.000  |
| Insgesamt            | 2× Gold · 1× Platin ·                                                  | 56.600.000 |